# ورومانگا
ورومانگا (به لاتین: Veromanga) یک منطقهٔ مسکونی در ماداگاسکار است که در Maintirano District واقع شده‌است.
 ورومانگا  ۹٬۰۰۰ نفر جمعیت دارد و ۶۱ متر بالاتر از سطح دریا واقع شده‌است.